# اتهام نسل‌کشی فلسطینیان
اتهام نسل‌کشی فلسطینی‌ها اتهامی است که از سوی رسانه‌ها و نهادهای بین‌المللی و برخی کشورها به اسرائیل زده شده است. دولت اسرائیل به انجام یا تحریک نسل‌کشی علیه فلسطینیان در جریان درگیری اسرائیل و فلسطین متهم شده است. بحث‌ها در مورد اینکه آیا کل فرایند و کدام دوره‌ها یا رویدادهای خاص با تعاریف نسل‌کشی مطابقت دارد یا خیر در میان رسانه‌ها و منابع ادامه دارد. کسانی که اقدامات اسرائیل را نسل‌کشی می‌دانند به پدیده‌های فلسطینی‌ستیزی، اسلام هراسی، نژادپرستی ضد عرب در جامعه اسرائیل اشاره می‌کنند و معتقدند که اسرائیل در ماجراهای نکبت، کشتار صبرا و شتیلا، محاصره نوار غزه، جنگ غزه در سال ۲۰۱۴ و جنگ ۲۰۲۳ اسرائیل و حماس مرتکب نسل‌کشی شده است. 
در ۲۹ دسامبر ۲۰۲۳، آفریقای جنوبی، پرونده ای را علیه اسرائیل در دیوان دادگستری بین‌المللی تنظیم کرد و  اسرائیل را متهم کرد که رفتارش در غزه در طول جنگ ۲۰۲۳ نسل‌کشی است. آفریقای جنوبی از دیوان بین‌المللی دادگستری خواست تا اقدامات موقتی از جمله دستور توقف عملیات نظامی در غزه را به اسرائیل صادر کند. دولت اسراییل موافقت کرد که در دادگاه بین‌المللی دادگستری از خود دفاع کند، در حالی که اقدامات آفریقای جنوبی را «شرم آور» خواند.  شکایت آفریقای جنوبی مورد حمایت شماری از کشورها قرار گرفته است. در ۲۶ ژانویه ۲۰۲۴، دیوان بین‌المللی دادگستری با صدور حکم اولیه، ادعاهای موجود در پرونده آفریقای جنوبی را «قابل قبول» دانست.
اسرائیل و ایالات متحده این ادعا را که اسرائیل در حال نسل‌کشی است را رد کرده‌اند. در حالی که برخی از محققان فلسطینی‌ها را قربانی نسل‌کشی توصیف می‌کنند، برخی دیگر استدلال می‌کنند که آنها قربانی نسل‌کشی نیستند، بلکه بیشتر قربانی پاک‌سازی قومی،    یا موارد مشابه هستند. برخی از منتقدان این اتهام استدلال کرده‌اند که اتهام نسل‌کشی اسرائیل ادعایی است که معمولاً توسط ضدصهیونیست‌ها با هدف مشروعیت‌زدایی یا شیطان‌سازی اسرائیل مطرح می‌شود.

## تاریخچه نسل‌کشی در فلسطین

### قرن بیستم

#### نکبت
در جریان رویدادهای بنیادین نکبة در سال ۱۹۴۸، ده‌ها قتل‌عام علیه اعراب انجام شد و حدود ۴۰۰ شهر و روستای عرب‌نشین خالی از سکنه شد.  بسیاری از آنها یا به‌طور کامل ویران شدند یا توسط ساکنان یهودی دوباره سکنی گزیدند و نام‌های عبری جدیدی به آنها داده شد. تقریباً 750000 عرب فلسطینی (حدود نیمی از جمعیت عرب فلسطین) از خانه‌های خود گریختند یا توسط شبه نظامیان صهیونیست و بعداً ارتش اسرائیل اخراج شدند. 

#### ناکسا
آکادمیک کلر براندابور مهاجرت فلسطینی‌ها در سال ۱۹۶۷ (معروف به ناکسا) را در اقدامات انجام شده توسط اسرائیل که نشان دهنده الگویی است که به دنبال «تخریب الگوی ملی گروه ستمدیده» است را شامل می‌شود. ناکسا اخراج حدود ۲۸۰۰۰۰ تا ۳۲۵۰۰۰ فلسطینی در طول جنگ شش روزه و پس از آن، از جمله ویران کردن بسیاری از روستاهای فلسطینی بود. 

#### همدستی در کشتار صبرا و شتیلا
در سپتامبر ۱۹۸۲، بین ۴۶۰ تا ۳۵۰۰ غیرنظامی — بیشتر فلسطینی‌ها و مسلمانان شیعه لبنان — در محله صبرا بیروت و در اردوگاه آوارگان شتیلا در مجاورت آن در جریان جنگ داخلی لبنان کشته شدند. این قتل توسط نیروهای لبنانی، یکی از شبه نظامیان اصلی مسیحی در لبنان در آن زمان انجام شد. بین غروب ۱۶ سپتامبر تا صبح ۱۸ سپتامبر، شبه نظامیان لبنانی در حالی که نیروهای دفاعی اسرائیل (IDF) اردوگاه فلسطینیان را محاصره کرده بودند، کشتار را انجام دادند. ارتش اسرائیل به شبه نظامیان دستور داده بود تا جنگجویان سازمان آزادیبخش فلسطین (ساف) را از صبرا و شتیلا به عنوان بخشی از مانور بزرگتر اسرائیل به سمت غرب بیروت پاکسازی کنند. با آشکار شدن این کشتار، ارتش اسرائیل گزارش‌هایی مبنی بر ارتکاب جنایات دریافت کرد، اما هیچ اقدامی برای توقف آن انجام نداد.  در ۱۶ دسامبر ۱۹۸۲، مجمع عمومی سازمان ملل متحد کشتار صبرا و شتیلا را محکوم کرد و آن را یک اقدام نسل‌کشی اعلام کرد. 

### قرن بیست و یکم

#### محاصره غزه
در سال ۲۰۰۵ و بار دیگر در سال ۲۰۰۷، اسرائیل با حمایت دولت مصر، حمل و نقل کالاها و افراد به داخل و خارج از نوار غزه را منع و آنجا را محاصره کرد. بسیاری از معترضان در سراسر جهان محاصره را یک عمل نسل‌کشی نامیدند، رئیس‌جمهور ونزوئلا هوگو چاوز سفیر ونزوئلا در اسرائیل را فراخواند و حملات اسرائیل را «نسل‌کشی» نامید. ایلان پاپه مورخ اسرائیلی استدلال کرده است که نسل‌کشی «تنها راه مناسب برای توصیف آنچه ارتش اسرائیل در نوار غزه انجام می‌دهد» است.   در مقاله‌ای که در سال ۲۰۲۳ در مجله بین‌المللی حقوق بشر نوشته شد، محمد نیجیم اعتقاد خود را بیان کرد که «سیاست‌های اسرائیل که پس از محاصره نوار غزه اعمال شد، نسل‌کشی آهسته است».  به دنبال توصیفات قبلی از رفتار اسرائیل با فلسطینیان به عنوان یک «نسل‌کشی آهسته».  

#### جنگ غزه ۲۰۰۸
جنگ ۲۰۰۸ غزه که با نام‌های «عملیات سرب ریخته‌شده» و «قتل‌عام غزه» نیز شناخته یک درگیری مسلحانه سه هفته‌ای بین گروه‌های شبه نظامی فلسطینی نوار غزه و نیروهای دفاعی اسرائیل بود که در ۲۷ دسامبر ۲۰۰۸ آغاز شد و در ۱۸ ژانویه ۲۰۰۹ با آتش‌بس یکجانبه پایان یافت. این درگیری منجر به کشته شدن ۱۱۶۶ تا ۱۴۱۷ فلسطینی و ۱۳ اسرائیلی شد. بیش از ۴۶۰۰۰ خانه در غزه ویران شد و بیش از ۱۰۰۰۰۰ نفر بی خانمان شدند. فرانسیس بویل، وکیل آمریکایی حقوق بشر و ایلان پاپ، مورخ، هر دو اقدامات اسرائیل علیه غزه در جنگ ۲۰۰۸ غزه را نسل‌کشی دانستند.

#### جنگ غزه ۲۰۱۴
جنگ ۲۰۱۴ غزه که به آن عملیات لبه حفاظتی نیز می‌گویند، یک عملیات نظامی بود که توسط اسرائیل در ۸ ژوئیه ۲۰۱۴ در نوار غزه آغاز شد.  الحق، یک سازمان حقوق بشر فلسطینی، در گزارشی به این نتیجه رسید که در جریان حمله اسرائیل به غزه در سال ۲۰۱۴، نقض جدی قوانین بین‌المللی صورت گرفته است. این سازمان به همراه سایر سازمان‌های حقوق بشر فلسطینی، مرکز حقوق بشر فلسطین، مرکز حقوق بشر المیزان و آدامیر، پرونده ای حقوقی را به دادگاه کیفری بین‌المللی ارائه کردند و آن را تشویق کردند تا تحقیقات و پیگرد قانونی جنایات علیه بشریت و جنگ را آغاز کند. جنایات مرتکب شده در جریان حمله اسرائیل به غزه در سال ۲۰۱۴. جنایت نسل‌کشی به عنوان جنایت اسرائیل توسط این گروه‌ها معرفی شد.  علاوه بر این، ده‌ها تن از بازماندگان هولوکاست، همراه با صدها نوادگان بازماندگان و قربانیان هولوکاست، اسرائیل را به دلیل کشته شدن بیش از ۲۰۰۰ فلسطینی در غزه در جریان جنگ ۲۰۱۴ غزه به «نسل‌کشی» متهم کردند.  محمود عباس، رئیس‌جمهور فلسطین در بیانیه‌ای در ماه سپتامبر به سازمان ملل متحد اعلام کرد که این جنگ یک جنایت نسل‌کشی است.

#### بحران اسرائیل و فلسطین ۲۰۲۱
در طول بحران ۲۰۲۱ اسرائیل و فلسطین، ویدئویی در رسانه‌های اجتماعی پخش شد که نشان می‌داد اسرائیلی‌ها در کنار دیوار غربی جشن می‌گیرند، در حالی که درختی در نزدیکی مسجد الاقصی در پس زمینه می‌سوزد. جمعیت زیادی از یهودیان اسرائیلی در روز ۱۰ مه در اطراف یک آتش در نزدیکی مسجد جمع شدند و شعار ییماخ شمو، یک نفرین عبری به معنای «اسم آنها پاک شود» سر می‌دادند. در یک نظرسنجی از یهودیان آمریکا، که به سفارش مؤسسه انتخاب کنندگان یهودی پس از بحران ۲۰۲۱ انجام شد، ۲۲ درصد موافق بودند که «اسرائیل در حال انجام نسل‌کشی علیه فلسطینیان است»  و مت باکسر در فورورد خاطرنشان کرد که این نظرسنجی ممکن است دست کم گرفته باشد. درصدی از یهودیان آمریکایی که دیدگاهی انتقادی نسبت به اسرائیل دارند، زیرا یهودیان سکولاری که تمایل کمتری به اسرائیل دارند، کمتر دیده می‌شود. در مقابل، اتهام نسل‌کشی در این دوره توسط چندین وکلای حقوق بشر یهودی و اسرائیلی، از جمله برخی که اسرائیل را به آپارتاید متهم کرده بودند، به عنوان «مضحک» و «بی اساس» رد کردند.

#### جنگ ۲۰۲۳ اسرائیل و حماس
پس از بمباران غزه توسط اسرائیل، در پاسخ به حملات حماس، نگرانی‌هایی در میان فلسطینی‌ها، علمای حقوق بین‌الملل و نسل‌کشی دربارهٔ احتمال وقوع نسل‌کشی علیه فلسطینی‌ها توسط نیروهای اسرائیلی ایجاد شد. به گزارش تایم، در حال حاضر بین محققان در مورد اینکه آیا اقدامات اسرائیل را می‌توان به عنوان نسل‌کشی علیه فلسطینیان توصیف کرد، اختلاف نظر وجود دارد.  در ۱۵ اکتبر، بیانیه ای با امضای بیش از ۸۰۰ محقق حقوقی در دفاع از نقض حقوق فلسطینی‌ها منتشر شد.  ۱۰۰ سازمان جامعه مدنی و شش محقق نسل‌کشی از کریم خان، دادستان دادگاه کیفری بین‌المللی، درخواست کردند تا جنایات جدید در سرزمین‌های فلسطینی را بررسی کند و حکم بازداشت مقامات اسرائیلی را صادر کند.

## گفتمان

### مفاهیم نسل‌کشی
نسل‌کشی نابود کردن تعمدی یک مردم  به‌طور کامل یا بخشی از آنها است. بنا به یائیر آرون، از ۱۹۴۸ تا ۲۰۰۸ «پژوهشگران» منازعه اسرائیل-فلسطین را در چارچوب مفهوم نسل‌کشی تحلیل نمی‌کردند، ولی پس از آن بحث شروع شد. در سال ۲۰۱۷ آرون اظهار داشت که او انتظار گفتمان فزاینده ای در خصوص مفهوم نسل‌کشی فلسطین در طول زمان را دارد.

#### رافائل لمکین
لفظ 'نسل‌کشی' در سال ۱۹۴۴ توسط یک دانشور حقوقی یهودی لهستانی به نام، رافائل لمکین، ابداع شد؛ او نوشت که «این لفظ لزوماً به کشتارهای انبوه دلالت ندارد».
  [نسل‌کشی] بیشتر اشاره به یک برنامه هماهنگ با هدف نابودی بنیادهای ضروری زندگی گروه‌های ملی چنان‌که این گروه‌ها همچون گیاهان دچار آتشک بپژمرند و بمیرند اشاره دارد. این هدف ممکن است با فروپاشاندن اجباری نهادهای سیاسی و اجتماعی، فرهنگ آن مردم، زبانشان، احساسات ملی و دینشان تحقق یابد. این هدف ممکن است با محو کردن همه مبانی امنیت، آزادی، سلامت و کرامت شخصی تحقق یابد. وقتی این روش‌ها ناکام بمانند اسلحه همواره می‌تواند به عنوان آخرین چاره به کار گرفته شود. نسل‌کشی علیه یک گروه ملی به عنوان یک موجودیت هدایت می‌شود و حمله به افراد نسبت به محو گروه ملی ای که بدان تعلق دارند صرفاً جایگاه ثانویه دارد.

#### کنوانسیون نسل‌کشی
در سال ۱۹۴۸، کنوانسیون نسل‌کشی سازمان ملل متحد نسل‌کشی را به عنوان هر یک از پنج «عمل ارتکابی با هدف نابودی کامل یا بخشی از یک گروه ملی، قومی، نژادی یا مذهبی» تعریف کرد. این پنج عمل اینها بودند: کشتار اعضای گروه، وارد کردن آسیب جدی بدنی یا ذهنی، تحمیل شرایط زندگی با هدف نابود کردن گروه، جلوگیری از زاد و ولد، و انتقال اجباری کودکان به بیرون از گروه. قربانیان باید به خاطر عضویت حقیقی یا تصوری شان در گروه، و نه به‌طور تصادفی، هدف قرار گرفته باشند.
اعمال متعددی مرتبط با این پنج عمل شناسایی شده‌اند:
- اسرائیل متهم به کشتار فلسطینیان شده است. در شکایت آفریقای جنوبی علیه اسرائیل در دیوان بین‌المللی دادگستری، دادستانان کشتار دسته جمعی فلسطینیان در غزه را به رسمیت شناختند.
- اسرائیل متهم به وارد کردن آسیب جدی بدنی و ذهنی به فلسطینیان شده است. از جمله انواع حملات مورد استفاده از سوی اسرائیل علیه فلسطینیان عبارتند از جنگ روانی،[۵۸][۵۹] تجاوز جنسی و خشونت جنسی.[۶۰][۶۱]
- اسرائیل متهم به تحمیل شرایط زندگی به فلسطینان با هدف نابودی آنان به عنوان یک گروه شده.[۶۲] در پی کشتار صبرا و شتیلا در سال ۱۹۸۲, تحقیقات یک کمیسیون مستقل به ریاست شان مک‌براید نقض حقوق بین‌الملل از سوی اسرائیل را گزارش کرد و چهار تن از شش عضو آن به این نتیجه رسیدند که «نابودی عمدی حقوق و هویت فرهنگی مردم فلسطینی نسل‌کشی محسوب می‌شود.».[۶۳][۶۴] دادگاه جرایم جنگی کوالا لومپور، یک تریبونال شهروندان، در سال ۲۰۱۳ اسرائیل را به خاطر اقدامات صورت گرفته در ۶۷ سال پیش از آن گناهکار نسل‌کشی شناخت، و با دادستان موافقت کرد که «شرایط سخت زدگی تعمداً برای نابودی فلسطینیان به آنان تحمیل شده است.».[۶۵]
- اسرائیل متهم به جلوگیری از زادو ولد فلسطینان شده است. مرکز حقوق بشر فلسطین اسرائیل را متهم می‌کند که هدف از تدابیرش جلوگیری از زادو ولدها است. این مرکز تدابیری چون «فقدان حفاظت از حملات نظامی، خدمات سلامتی ضعیف، و دسترسی ناامن به مراقبت سلامت، دسترسی محدود شده به غذای کافی و شرایط وخیم زندگی ریسک دوران بارداری را افزایش می‌دهد.» این مرکز ذکر می‌کند که «همه این تخلفات سقط‌های خودبه‌خودی، وضع حمل‌های پیش از موعد و زایمان جنین‌های مرده را در میان زنان باردار افزایش داده، و بسیاری از آنان از مرگ مادران به خاطر کمبود مراقبت سلامت و بی‌توجهی به نیازهای ویژه آنان در هراسند.»[۶۶] در شکایت آفریقای جنوبی’ علیه اسرائیل در دیوان بین‌المللی دادگستری، دادستان‌ها از اعمال تدابیر اسرائیل که از طریق نابودی خدمات حیاتی سلامتی ضروری برای زنده ماندن زنان باردار و نوزادانشان زادوولد فلسطینیان از زادو ولد فلسطینیان جلوگیری می‌کنند یاد کردند. این شکایت چنان اقداماتی را «با هدف نابود کردن آنان [فلسطینیان] به عنوان یک گروه» خواند.[۶۷]
- اسرائیل متهم شده کودکان را به زور از گروه‌های فلسطینی جابه‌جا می‌کند. سازمان مستقل دفاع از کودکان بین‌الملل-فلسطین اظهار داشته که از سال ۲۰۰۰ ارتش اسرائیل در حدود ۱۳٬۰۰۰ کودک فلسطینی را که تقریباً همگی پسران بین سنین ۱۲ و ۱۷ سال بوده‌اند را بازداشت کرده است.[۶۸] میراندا کلیلند از مأموران مدافع این سازمان اظهار داشت: «هر جا یک کودک فلسطینی می‌رود، ارتش اسرائیل هست تا نوعی کنترل بر زندگی آنها اعمال کند.» بنا بر شهادت‌های جمع‌آوری شده از ۷۶۶ کودک فلسطینی بین ۲۰۱۶ و ۲۰۲۲، این سازمان دریافت ۵۹٪ از آنان در شب توسط سربازان ربوده شده‌اند. ۷۵٪ از کودکان تحت خشونت فیزیکی قرار گرفته و ۹۷٪ از آنان بدون حضور یک عضو خانواده یا وکیل بازجویی شده‌اند. یک چهارمشان برای دو روز یا بیشتر در حبس انفرادی حتی پیش از شروع یک دادرسی قرار گرفته‌اند.[۶۸] گروه مدافع حقوق بشر فلسطینی الدمیر نتیجه‌گیری کرده که سنگ انداختن رایجترین اتهام علیه کودکان فلسطینی بازداشت شده در کرانه باختری، بوده که بر اساس قانون نظامی اسرائیل تا ۲۰ سال زندان به همراه دارد.[۶۸] گروه مستقر در ژنو دیده‌بان حقوق بشر اروپا-مدیترانه ذکر می‌کند که نیروهای دفاعی اسرائیل کودکان فلسطینی را بوده و به خارج از غزه منتقل کرده است. این گروه اظهار داشت: «شهادت‌های متعددی که این گروه حقوق بشری دریافت کرده می‌گوید که ارتش اسرائیل به‌طور مرتب کودکان فلسطینی را بازداشت کرده و بدون انتشار موقعیت آنان جابه جایشان می‌کند.».[۶۹]

### شکایت آفریقای جنوبی علیه اسرائیل
در دسامبر ۲۰۲۳، آفریقای جنوبی اولین کشوری بود که علیه اسرائیل در دیوان دادگستری بین‌المللی شکایت کرد و این کشور را به ارتکاب نسل‌کشی در غزه بر خلاف کنوانسیون نسل‌کشی متهم کرد. آفریقای جنوبی اعلام کرد که «اعمال و کوتاهی‌های اسرائیل… ماهیت نسل‌کشی دارند، زیرا با هدف خاص… برای نابودی فلسطینیان در غزه به عنوان بخشی از گروه ملی، نژادی و قومی گسترده‌تر فلسطینی انجام می‌شوند.» اقدامات نسل‌کشی ذکر شده در شکایت شامل کشتار دسته جمعی فلسطینی‌ها در غزه، تخریب خانه‌های آنها، اخراج و آواره کردن آنها، و همچنین محاصره رژیم صهیونیستی بر غذا، آب و کمک‌های پزشکی به منطقه بود. علاوه بر این، آفریقای جنوبی به تحمیل اقدامات اسرائیل برای جلوگیری از تولد در فلسطین از طریق تخریب خدمات بهداشتی ضروری که برای بقای زنان باردار و نوزادان آنها حیاتی است، اشاره کرد. در این دادخواست آمده بود که تمام این اقدامات «به قصد نابودی آنها [فلسطینیان] به عنوان یک گروه انجام شده است». چندین سازمان حقوق بشر و کشورهای دیگر نیز از آفریقای جنوبی در این پرونده حمایت کرده‌اند.

### شکایت نیکاراگوئه علیه آلمان
در ۱ مارس ۲۰۲۴، نیکاراگوئه بر اساس کنوانسیون نسل‌کشی، در دیوان بین‌المللی دادگستری (ICJ) علیه آلمان شکایت کرد. این اقدامات ناشی از حمایت آلمان از اسرائیل در جنگ اسرائیل و حماس بود.
گفتمان و اعتراضات دانشجویی
از ژوئن ۲۰۲۴، در جامعه حقوقی بین‌المللی حقوق بشر اجماع وجود دارد که دولت اسرائیل در طول بخش‌هایی از درگیری اسرائیل و فلسطین اقدام به نسل‌کشی یا نسل‌کشی علیه فلسطینی‌ها کرده است. راز سگال، مورخ اسرائیلی، در چارچوب حمله حماس به اسرائیل در سال ۲۰۲۳، ضدحمله‌های اسرائیل و محاصره کامل تحمیلی، که شامل محرومیت از آب و غذا برای مردم غیرنظامی می‌شد، آن را «مورد کتاب درسی نسل‌کشی» توصیف کرد. با توجه به اینکه سایر دانشگاهیان نیز حملات اسرائیل به زیرساخت‌ها، غذا و آب را به‌عنوان ماهیت نسل‌کشی توصیف می‌کنند،   در حالی که دیگران این اقدامات را زمانی که اسرائیل قبلاً قبل از سال ۲۰۲۳ درگیر آن‌ها بود، نسل‌کشی توصیف کرده‌اند. 

## انواع حملات نسل‌کشی مورد اتهام
ادعا می‌شود که اسرائیل با استفاده از مجازات دسته جمعی به فلسطینی‌ها حمله کرده است، حملات هوایی (از جمله در اردوگاه‌های پناهندگان)، قحطی، آوارگی اجباری، پاکسازی قومی، غارت، جنگ روانی، تجاوز جنسی و خشونت جنسی، و اعمال عمدی و سیستماتیک شرایط تهدید کننده زندگی توسط محاصره نظامی؛ همگی از ادعاهایی است که برای نوع رفتارهای در راستای نسل‌کشی اسرائیل گزارش شده است.

## قربانیان

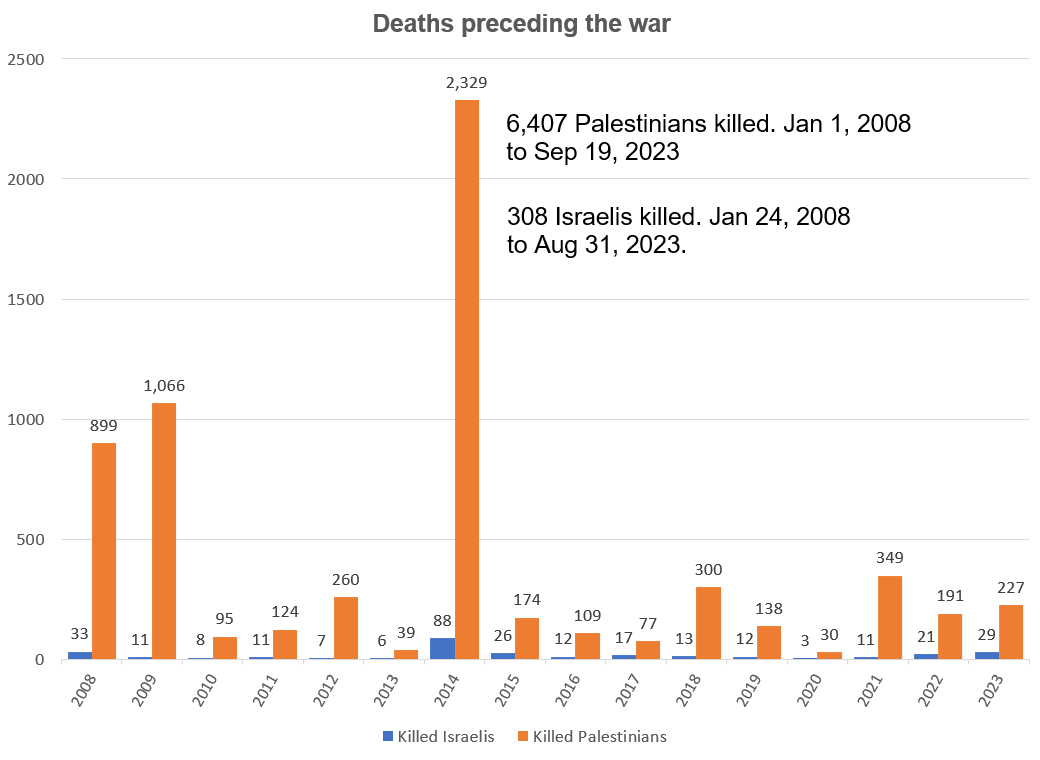
تلفات اسرائیلی‌ها و فلسطینی‌ها قبل از شروع جنگ اسرائیل و حماس در سال ۲۰۲۳ که اکثراً غیرنظامی بودند.

ایلان پاپه در سال ۲۰۰۸ گزارش داد که از سال ۲۰۰۰ تقریباً ۴۰۰۰ فلسطینی توسط نیروهای اسرائیلی کشته شده‌اند که نیمی از آنها کودک هستند و بیش از ۲۰۰۰۰ زخمی شده‌اند. بر اساس داده‌های دفتر سازمان ملل متحد برای هماهنگی امور بشردوستانه، ۶۷۳۵ فلسطینی از ۱ ژانویه ۲۰۰۸ تا ۶ اکتبر ۲۰۲۳ کشته شده‌اند.
در طول جنگ اسرائیل و حماس در ۲۰۲۳، که در ۷ اکتبر ۲۰۲۳ آغاز شد، بیش از ۱۵۲۷۱ فلسطینی در غزه کشته شده‌اند، ۳۲۳۱۰ فلسطینی زخمی شده‌اند. و تخمین زده می‌شود که ۴۱۵۰۰ مورد شناسایی نشده‌اند. چندین رسانه خبری و دانشگاهی متعاقباً ارقام به روز شده را گزارش کردند و حداقل ۲۰۰۰۰ فلسطینی در غزه کشته شدند که تخمین زده می‌شود ۷۰ درصد از آنها زن و کودک بودند. بر اساس آمار وزارت بهداشت غزه و دفتر اطلاعات دولتی تا ۳ ژانویه ۲۰۲۴، بیش از ۲۲۳۰۰ نفر کشته شده‌اند. حدود ۷۰۰۰ نفر ناپدید شده‌اند که احتمالاً در زیر آوار مدفون شده‌اند. بیش از ۵۲۰۰۰ نفر نیز مجروح شده‌اند. 
در سال ۱۹۴۸، بیش از ۷۰۰۰۰۰ فلسطینی - تقریباً نیمی از جمعیت عرب فلسطین قبل از جنگ - از خانه‌های خود گریختند یا توسط شبه نظامیان صهیونیست و بعداً ارتش اسرائیل در طول دوران جنگ بیرون رانده شدند. از آغاز جنگ ۲۰۲۳ اسرائیل و حماس، نزدیک به ۲ میلیون نفر در نوار غزه آواره شده‌اند. 

## متهمان به همدستی بین‌المللی

### آمریکا
برخی از تحلیلگران و رسانه‌ها دولت‌های غربی به‌ویژه دولت‌های ایالات متحده آمریکا را به حمایت از نسل‌کشی علیه فلسطینیان، متهم کرده‌اند. این مورد در بحبوحه جنگ اسرائیل و حماس که در آن کمک‌های ویژه ایالات متحده به اسرائیل انجام شد، بیشتر مورد توجه قرار گرفت. در ۱۳ اکتبر ۲۰۲۳، اریک لویتز روزنامه‌نگار مجله نیویورک مدعی شد که دولت ایالات متحده، از جمله دولت بایدن، جنایات جنگی اسرائیل علیه فلسطینیان در جنگ اسرائیل و حماس را تأیید کرده‌اند و هیچ راه‌حل نظامی نمی‌تواند به اهداف اسرائیل برسد. در ۱۹ اکتبر ۲۰۲۳، در بحبوحه جنگ، وکلای مرکز حقوق اساسی تأیید کردند که اقدامات اسرائیل برای نابودی جمعیت فلسطینی‌ها در غزه انجام شده است. در این گزارش تأیید شد که آمریکا برای این هدف، به اسرائیل کمک کرده است. در ۱ نوامبر ۲۰۲۳، کمیته دفاع برای کودکان بین‌المللی، ایالات متحده را به همدستی با «جنایت نسل‌کشی» اسرائیل متهم کرد.

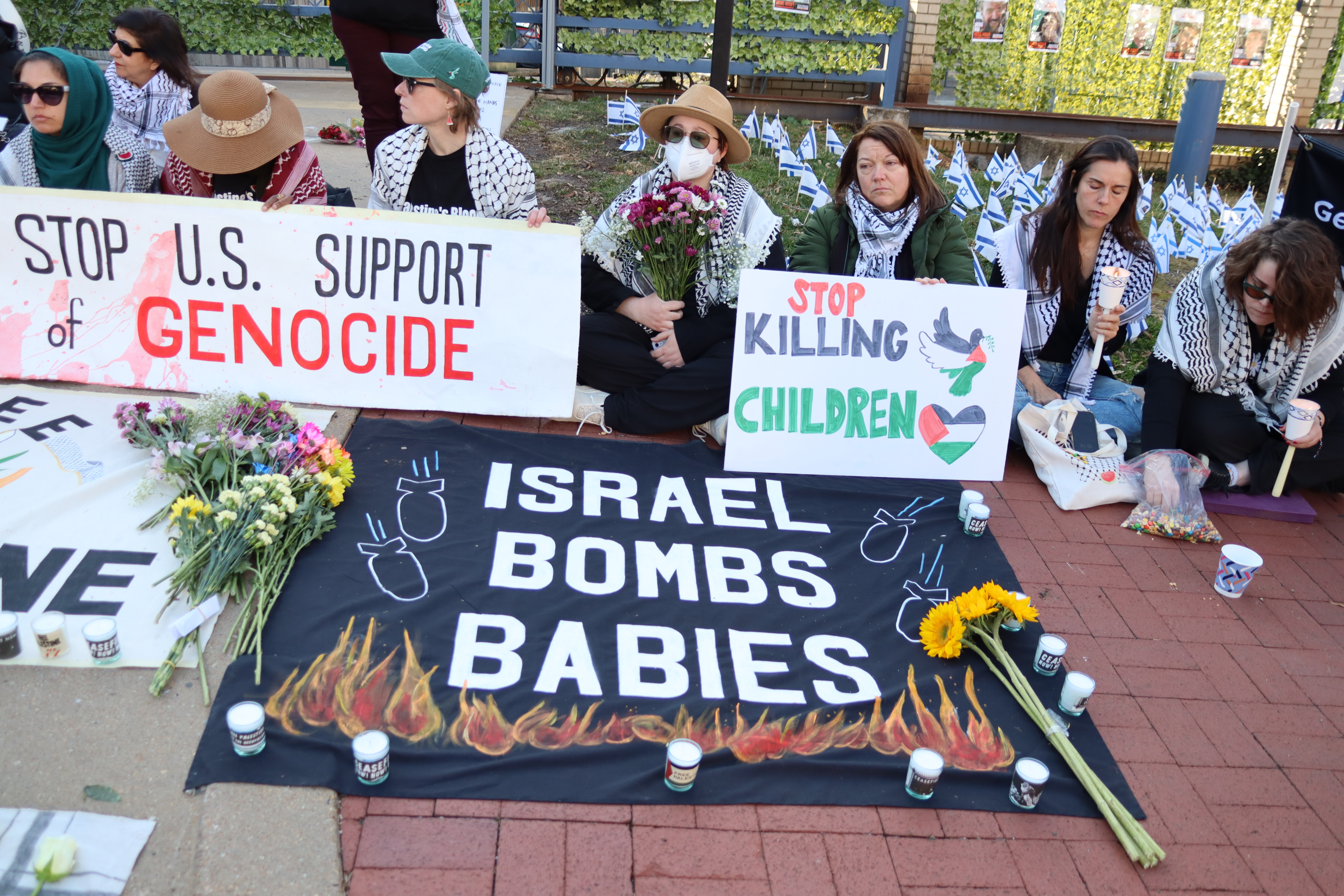
مراسم یادبود برای هارون بوشنل در خارج از سفارت اسرائیل در واشینگتن دی سی، ۲۶ فوریه ۲۰۲۴

در ۴ ژانویه ۲۰۲۴، دولت ایالات متحده اذعان کرد که ارزیابی‌های رسمی در مورد اینکه آیا اسرائیل قوانین بین‌المللی بشردوستانه را نقض می‌کند یا خیر انجام نمی‌دهد. در نوامبر ۲۰۲۳، جو بایدن، رئیس‌جمهور آمریکا، توسط منتقدان حمایت او از اسرائیل، لقب «جو نسل‌کش» را گرفت. جان کربی، سخنگوی شورای امنیت ملی، نیز توسط رسانه اسرائیلی وای‌نت به عنوان «حامی فوق‌العاده اسرائیل» توصیف شد. در ۱۳ نوامبر ۲۰۲۳، مرکز حقوق اساسی مستقر در نیویورک از بایدن به دلیل عدم انجام وظایف خود که طبق قوانین ملی و بین‌المللی برای جلوگیری از ارتکاب نسل‌کشی اسرائیل در غزه در جنگ اسرائیل و حماس تعریف شده بود، شکایت کرد. در این شکایت ادعا شده بود که «کشتارهای دسته جمعی» اسرائیل، هدف قرار دادن زیرساخت‌های غیرنظامی و اخراج اجباری آنها به منزله نسل‌کشی است. ویلیام شاباس، محقق نسل‌کشی، در بیانیه‌ای در این دادخواست گفت که از نظر او «خطر جدی نسل‌کشی» وجود دارد و ایالات متحده «تعهد خود را بر اساس کنوانسیون نسل‌کشی ۱۹۴۸ و قوانین بین‌المللی نقض می‌کند».
در فوریه ۲۰۲۴، مؤسسه لمکین برای پیشگیری از نسل‌کشی اعلام کرد که دولت بایدن در نسل‌کشی ادعایی در غزه شریک بوده است. علی حرب نوشت که ایالات متحده همچنان به تسلیح و تأمین مالی ارتش اسرائیل در حالی که نسل‌کشی می‌کند، ادامه داده است. در فوریه ۲۰۲۴، پس از وتوی ایالات متحده بر قطعنامه آتش‌بس سازمان ملل، میگل دیاز کانل برمودز، رئیس‌جمهور کوبا اظهار داشت: «آنها همدست این نسل‌کشی اسرائیل علیه فلسطین هستند».

### آلمان
در فوریه ۲۰۲۴ وکلای مدافع فلسطینیان در آلمان شکایتی جنایی علیه سیاستمداران ارشد مختلف از جمله اولاف شولز، آنالنا بائربوک، رابرت هابک و کریستین لیندنر به دلیل کمک و مشارکت در نسل‌کشی غزه ارائه کردند. در اول مارس ۲۰۲۴، نیکاراگوئه بر اساس کنوانسیون نسل‌کشی، در دادگاه بین‌المللی دادگستری، علیه آلمان شکایتی را در مورد حمایت آلمان از اسرائیل در جنگ اسرائیل و حماس آغاز کرد.